# Groupe de libération homosexuel
Pour les articles homonymes, voir GLH.

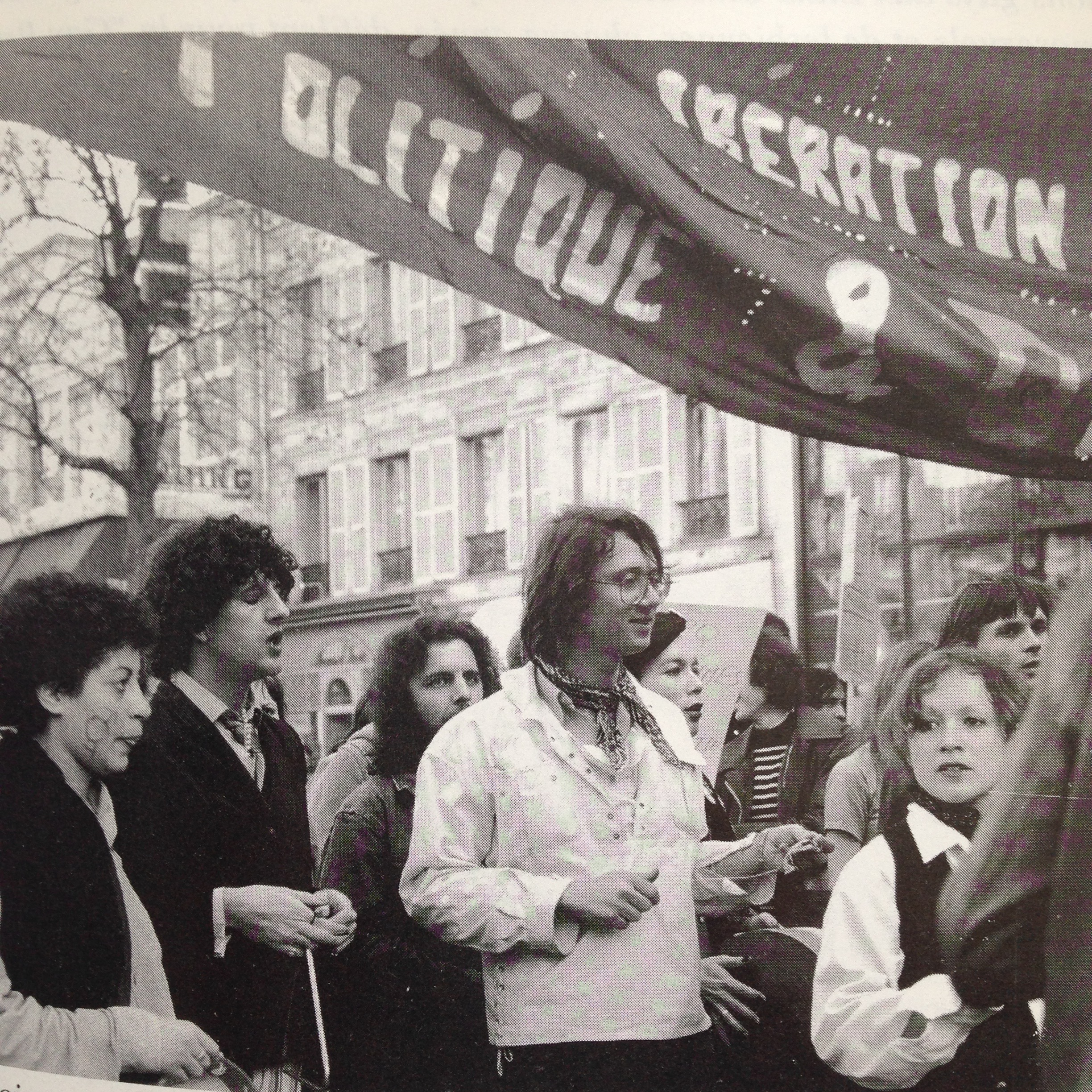
Photo d'une manifestation du GLH. Frank Arnal, cofondateur du journal Le Gai Pied est au milieu.

Les Groupes de libération homosexuels ou Groupes de libération homosexuelle (GLH) sont des groupes militants apparus dans les années 1970-1980 dans les principales villes de France pour porter les revendications homosexuelles.

## Historique
En 1971 des activistes créent le Front homosexuel d'action révolutionnaire (FHAR), mouvement radical et autonome revendiquant un changement de société en faveur de l'homosexualité. Le FHAR tient ses assemblées générales aux Beaux-Arts de Paris. Lorsqu'en 1974 la police interdit l'accès aux Beaux-Arts, le FHAR cesse alors progressivement d'exister. Des militants décident de se regrouper dans une nouvelle structure qui prend le nom de Groupe de libération homosexuelle (GLH.) dont la première action sera la distribution de tracts provocateurs sur le marché de la rue de Bretagne (Paris). Les premiers militants du GLH sont essentiellement des anciens du FHAR (notamment du FHAR-Jussieu) et des jeunes d'Arcadie exclus pour « politisation excessive » en 1973.
En 1971 se constitue au sein d'Arcadie un « groupe jeune » qui permet aux intéressés de discuter de problématiques qui leur sont propres. En 1973, un numéro de la revue leur est confié. Contrairement aux numéros habituels, celui-ci prend des positions politiques et parle de marxisme. Après un débat organisé au club par les jeunes qui suscite la plainte de quelques vieux Arcadiens, les dirigeants de la commission jeune, Jean-Pierre Januel et Jean-Pierre Mateï, sont exclus d'Arcadie. La commission jeune se scinde en deux : la tendance arcadienne disparaitra rapidement, et la tendance en opposition prendra le nom de Philandros. En avril 1974, après avoir été rejoins par d'autres militants, le groupe prend le nom de GLH, sur la proposition d'Alain Leroi. 
Des GLH se créent alors progressivement dans les principales villes de France. Il s'agit la plupart du temps d'associations de fait autour d'un militant local, quelques GLH déposeront néanmoins des statuts selon la loi de 1901. Le sigle lui-même est décliné différemment : Groupe de libération homosexuel, Groupe de libération homosexuelle, Groupe des lesbiennes et homosexuels, etc. Chaque groupe s'organise de manière autonome, certains sont mixtes et d'autres ne le sont pas. Certains revendiquent une radicalité dans la continuité du discours du FHAR, d'autres se positionnent comme groupes de parole ou de rencontre, d'autres adoptent un discours plus intégrationniste que la rupture prônée du temps du FHAR.
Ces différentes sensibilités s'exacerbent au sein du groupe parisien, le plus important et, le 14 décembre 1975, le groupe scissionne en trois groupes distincts :
- Le GLH- Politique & Quotidien (GLH-PQ) avec une orientation plus radicale et politique.
- Le GLH-Groupes de Base (GLH-GB) avec une orientation plus réformiste et plus axée sur la convivialité interne.
- Le GLH-14 décembre (GLH-14XII) qualifié de libertaire[3].

Parmi les fondateurs des différents GLH on trouve Michel Heim (Paris), Jean Le Bitoux (Paris), Georges Andrieux (Bordeaux), Alain Huet (Paris), Gilles Barbedette (Rennes), Pierre Gandonnière (Lyon), Jean-Paul Montanari (Lyon) ou encore Jacques Fortin (Marseille).

## Actions

### Paris
À Paris, le GLH-PQ est le groupe qui aura la plus grande visibilité. En 1978, du 16 au 31 janvier, il organise au cinéma La Pagode la quinzaine du cinéma homosexuel. Le ministre de la Culture de l'époque, Michel d'Ornano, fait interdire à la projection dix-sept films. En outre, le 27 janvier au soir, un groupe se réclamant du groupuscule d'extrême-droite Jeune Nation pénètre dans le cinéma et agresse les spectateurs. Le cinéaste Guy Gilles sera blessé. Ces événements donnent une large couverture médiatique à l'action du GLH-PQ.

### Bordeaux
À Bordeaux, le GLH est créé en 1975, en liaison avec la tendance parisienne Politique et Quotidien (PQ). L’amitié entre Georges Andrieux et Jean Le Bitoux, originaires de Bordeaux, favorisera une interpellation des partis politiques et la convergence des GLH de province. Le GLH Bordeaux initiera des Bulletins GLH visant au regroupement national des homosexuels. Ces échanges contribueront à la rencontre nationale de Lyon en novembre 1978, préfigurant les Universités d’été euroméditerranéennes des homosexualités initiées en 1979. Le GLH Bordeaux devient le Groupe homosexuel de Bordeaux (GHB) en 1979, avant de disparaitre un an plus tard.

### Aix-en-Provence
À Aix-en-Provence, le 23 mai 1977, est déclaré au JO un Groupe de libération homosexuel. En mars, ce groupe s'était présenté aux élections municipales. Ils réitèrent l'opération en 1979 et même aux législatives (candidature réelle cette fois-ci) le 14 juin 1981. Le 27 mai, il avait accueilli à la Sainte-Baume la première rencontre nationale des GLH. Le 5 septembre 1978 est déclarée une association féministe, Mouvance folle-lesbienne, qui crée en septembre 1980 L'Éventail, prémisse d'un centre LGBTQIA.

### Lyon
À Lyon, un GLH est créé en 1976 à l'initiative de Pierre Gandonnière sur le campus de Bron avec Jean-Paul Montanari et Alain Neddam. Le groupe organise dès ses débuts des semaines du cinéma homosexuel au Cinématographe (L’Autre Amour au printemps 1976 avec 3 films sur l’homosexualité : Pink Narcissus, Une chose très naturelle et Mis O’ginie et les hommes fleurs ; le Semaine Homosexuelle en juin 1977). Il est aussi à l'origine des cinq numéros la revue Interlopes qui parait entre 1977 et 1979, et de la grande fête Dissidanse Rose en juin 1978. Il se réunit régulièrement Aux Tables Rabattues, un restaurant autogéré de la Croix-Rousse, ainsi qu'au Centre d’expression populaire de Saint-Georges.
Le groupe de Lyon organise également la seconde rencontre nationale des GLH en novembre 1978 aux Hautanes, à Saint-Germain au Mont d’Or : 160 militantes et militants venues de 25 groupes différents se retrouvent et des équipes de travail sont constitués sur la presse homosexuelle, la coordination du mouvement, l’idéologie et le vécu des antennes locales. C’est également à cette occasion qu'est discuté le projet de lancement du magazine Gay Life (futur Gai Pied).  
Lors du défilé du 1er mai 1979, des militants du GLH de Lyon brandissent de la banderole « pédés et lesbiennes en lutte » et réclament l’abolition des articles 330 et 331 du code pénal et l’article 16 du statut de la fonction publique. À la fin de la manifestation, place de l'Hôtel de ville, ils et elles s'écrient en cœur « nous sommes un fléau social » en référence à l’amendement adopté par l’Assemblée nationale en 1960 qui fait de l’homosexualité un « fléau social ». Le journal Libération se fait alors l'écho de ce qui est le premier cortège autonome homosexuel en milieu hétérosexuel en France, dans son article « Les minorités s’affichent » du 2 mai 1979. 
Le groupe s'autodissout en 1980, avant de se reformer sous le nom de GILH (Groupe d’information et de libération homosexuelle). Il anime alors l'émission gay et lesbienne Mauvaises Fréquentations sur la radio pirate Radio Léon. 

### Rennes
À Rennes, un festival de films programmé en avril 1979 dans la Maison des jeunes et de la culture (MJC) de la Paillette sera confronté à la même interdiction de projection que le festival de la Pagode à Paris. Le GLH occupe alors les locaux de la MJC pour poursuivre le festival malgré l'interdiction. 

### Marseille
À Marseille, le GLH organise à l'été 1979 une Université d'été homosexuelle. À cette occasion sera créée une structure fédérative, le Comité d'urgence anti-répression homosexuelle qui prendra le relais des actions menées par les différents GLH.